# Gyllenhaleus
Gyllenhaleus là một chi bọ cánh cứng trong họ Chrysomelidae.
Chi này được miêu tả khoa học năm 1903 bởi Weise.

## Các loài
Các loài trong chi này gồm:
- Gyllenhaleus bipunctatus (Baly, 1858)
- Gyllenhaleus feae Gestro, 1904
- Gyllenhaleus macroshinus (Gestro, 1906)